# Berichtigungsbewegung

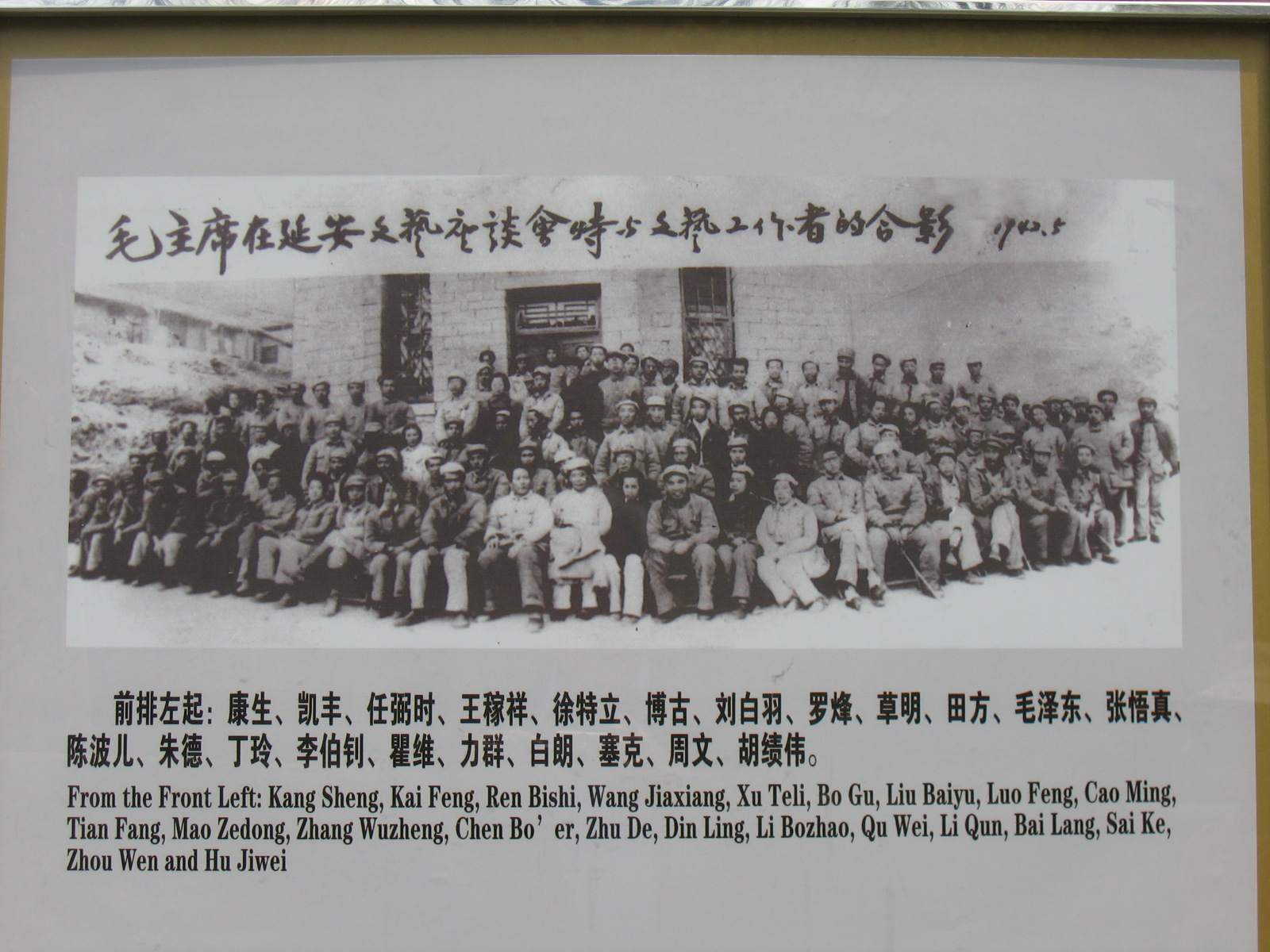
Mao Zedong nimmt an einem Treffen in Yan’an teil (1942).

Die Berichtigungsbewegung, auch bekannt als Yan’an-Berichtigungsbewegung (chinesisch: 延安整風運動 / 延安整风运动; Pinyin: Yán'ān Zhěngfēng Yùndòng), von 1942 bis 1945 war die erste ideologische Massenbewegung, die von der Kommunistischen Partei Chinas (KPCh) initiiert wurde. Die Bewegung festigte Mao Zedongs oberste Führung innerhalb der Kommunistischen Partei.
Die Bewegung fand in Yan’an in der Provinz Shaanxi statt, die nach dem „Langen Marsch“ (1934–1936) die Basis der Kommunistischen Partei war. Obwohl während des Zweiten Japanisch-Chinesischen Krieges, erlebte die KPCh eine relativ friedliche Zeit, in der sie sich auf innere Angelegenheiten konzentrieren konnte. Diese Bewegung formalisierte Maos Abweichung von der Ideologie Moskaus und betonte die Bedeutung von Maos Idee der „Anpassung des Kommunismus an die Bedingungen Chinas“. Die Berichtigungskampagne war erfolgreich darin, die anderen Führer der KPCh zu überzeugen oder zu zwingen, Mao zu unterstützen.
Eine große Anzahl von Menschen, insbesondere Intellektuelle, wurden in der Bewegung verfolgt. Einige Untersuchungen weisen darauf hin, dass über 10.000 Menschen an den Folgen der Berichtigungsbewegung starben. Darüber hinaus bemühte sich die Kommunistische Partei, die Kultur der „Bewegung des vierten Mai“ durch die der kommunistischen Kultur zu ersetzen. Viele Forscher betrachten die Berichtigungsbewegung als den Ursprung von „Mao Zedongs Personenkult“.
Nach der Gründung der Volksrepublik China im Jahr 1949 verwendete Mao wiederholt einige der Taktiken, die in der Berichtigungsbewegung erfolgreich waren, wenn er das Bedürfnis verspürte, die politische Macht zu monopolisieren. Das relevanteste Beispiel ist die „Anti-Rechts-Bewegung“, die 1957 von Mao ins Leben gerufen wurde und sich an Intellektuelle und politische Dissidenten richtet.